# Krishnapillai Karunakaran Nayar
Krishnapillai Karunakaran Nayar (12 de juny, 1920 - 26 de juny, 1975) fou un professor indi especialitat en endocrinologia, entomologia i oncologia cooperativa.
Es va traure el doctorat l'any 1947 per la Universitat de Travancore, en l'especialitat de zoologia. Va exercir com a investigador convidat a l'estació experimental Rothamstead, Regne Unit (1953-1954). També va ser professor visitant de colònies britàniques (Commonwealth Visiting Professor) a la Facultat de Ciències Biològiques de la Universitat d'East Anglia, Regne Unit (1968-1969). Després va ser professor i cap del Departament de Zoologia de la Universitat de Kerala, Trivandrum.

## Èxits acadèmics
Començant la seua carrera investigadora com a taxonomista, Nayar va fer un llistat sobre els insectes formadors de gal·les de Travancore i a més de fer algunes contribucions importants al coneixement sobre aquest grup d'insectes. El principal camp d'interès del professor Nayar era, però, l'endocrinologia dels insectes. La seua primera publicació en aquest camp va aparèixer al 1953. Aquest va ser el moment en què s'estudiava de manera exhaustiva l'estructura del sistema neuroendocrí a bases de microscòpia lumínica. Acabava de començar la dilucidació funcional i el treball a nivell ultraestructural. Així, el professor Nayar va estar en primera línia en aquest camp quan va dilucidar l'estructura del sistema neuroendocrí de Junonia iphita, Locusta migratoria, les larves de les gal·les dels nematòcers i el mosquit de la flor del blat (Sitodiplosis mosellana). Va documentar les cèl·lules neurosecretores, i la seua extensió; els cossos cardíacs (copus cardiacum), els cossos alats (corpus allatum) i les glàndules protoràciques. Mentre estudiava el sistema neurosecretor de la mosca del meló (Chaetodacus cucurbitae), va comprovar que, a més del cervell, els ganglis toràcics i abdominals també contenien cèl·lules neurosecretores ben definides en posicions característiques. Açò va gaudir d'un interès particular, va constatar que el nervi que eixia del gangli abdominal que innervava l'intestí contenia grànuls neurosecretors. Aquesta verificació de la "innervació neurosecretora" dels òrgans motors després es va confirmar en altres insectes i va donar lloc a un nou concepte en el control neurosecretor dels òrgans motors. Nayar va posar èmfasi en el treball experimental.

## Abreviació zoològica
Nayar s'empra per a indicar a Krishnapillai Karunakaran Nayar com a autoritat en la descripció i taxonomia en zoologia.